# Zawodowiec (film 1981)
Zawodowiec (Le Professionnel) – francuski film z 1981 roku wyreżyserowany przez Georges’a Lautnera z Jeanem-Paulem Belmondem w roli głównej i muzyką Ennio Morricone.

## Opis filmu
Francuski tajny agent, Josselin Beaumont (Jean-Paul Belmondo), zostaje wysłany do jednego z afrykańskich krajów w celu zabicia tamtejszego prezydenta, pułkownika Njali. Tymczasem zmienia się sytuacja polityczna, Beaumont zostaje wydany i skazany na długie więzienie. Po brawurowej ucieczce wraca do kraju z zamiarem dokończenia zadania i zabicia prezydenta, który tymczasem udał się na oficjalną wizytę do Francji.